# Saba di Gerusalemme
Saba (... – dopo il 1117/1118) è stato un arcivescovo ortodosso bizantino, patriarca di Gerusalemme nella prima metà del XII secolo.

## Biografia
Poco si conosce di questo patriarca. Un testo del XII secolo, che riporta un elenco dei trasferimenti dei vescovi da una sede episcopale ad un'altra, menziona anche Saba, vescovo di Cesarea di Filippo (in greco: Καισαρείας τῆς Φιλίππου), che durante il regno di Alessio I Comneno (1081-1118) e il patriarcato di Giovanni IX di Costantinopoli (1111-1134) fu nominato patriarca di Gerusalemme.
Il testo riferisce che Saba si recò a Costantinopoli ed ebbe accesso al Santo Sinodo di Costantinopoli. Questo avvenimento accadde nell'anno della creazione 6625, che corrisponde all'anno 1117/1118. Questa datazione corregge l'anno tradizionalmente attribuito a Saba (1106).